# Avenida Luperón
La Avenida Luperón o Avenida Gregorio Luperón es una de las vías principales de la ciudad de Santo Domingo y una de las arterias viales más importantes del Distrito Nacional y del municipio de Santo Domingo Oeste con una extensión de 6.8 kilómetros. Fue designada con el apellido del prócer de la patria Gregorio Luperón el 14 de diciembre de 1970 e inaugurada poco tiempo después.

## Historia
La Avenida Luperón (oficialmente) o Avenida Gregorio Luperón (formalmente) es una avenida de ocho carriles (cuatro en cada sentido) que sirve de línea limítrofe entre el Distrito Nacional y Santo Domingo Oeste desde el distribuidor que comienza en la Avenida John F. Kennedy y culmina en la Autopista 30 de Mayo. El perímetro del Distrito Nacional se completa al noroeste con la Autopista Duarte desde su unión con la Avenida Luperón hasta la Avenida República de Colombia continúa a través de toda la Avenida Monumental hasta la Carretera La Isabela - a partir de este punto utiliza el Río Isabela como frontera y posteriormente el Rio Ozama, la frontera imaginaria del Distrito Nacional se completa en la parte sur con las Avenida George Washington y Autopista 30 de mayo.
Se inició su construcción a finales de la década de 1960 durante el primer gobiero de Joaquín Balaguer y se culminó a medidados de 1971, aunque oficialmente se le otorgó su nombre el 14 de diciembre de 1970. Este proyecto de infraestructura vial formó parte de las construcciones de la emblemática Plaza de la Bandera y le otorgó un acceso fácil a la Zona Industrial de Herrera, el Aeropuerto de Herrera y los comercios aledaños. Posteriormente toda la zona contigua a la Avenida Luperón tuvo un auge de comercios e industrias, inclusive zonas residenciales, en todo el borde de la avenida aunque durante décadas mermó debido a la falta de un adecuado sistema de drenaje pluvial lo que provocaba que la avenida se convirtiera -literalmente- en un río cuando ocurrían lluvias.
Para el año 2002 se estimaban que existían 19 barrios y sub-barrios bordeando la Avenida Luperón y se estimaba que residían en estos más de 70,000 habitantes, en tanto en el barrio de Herrera uno de los más grandes y donde oficialmente comienza Santo Domingo Oeste vivían más de 370,000 habitantes.